# Punta Icotea
Punta Icotea es uno de los sectores que conforman la ciudad venezolana de Cabimas en el estado Zulia. Pertenece a la parroquia Ambrosio.

## Ubicación
Punta Icotea es el nombre del extremo de la península de Cabimas, limita al norte y al oeste con el Lago de Maracaibo, al este con Ambrosio, la Urb. la Rosa, las 40's, el Centro Viejo Cabimas y  Tierra Negra  (calle El Rosario, calle Chile y  Av. Universidad) y al sur con el Centro Viejo (Cabimas) y Las Tierritas.
Para los habitantes de Cabimas el sector Punta Icotea es la zona entre la calle el Rosario, la Av. Andrés Bello y la Av. Rotaria, el resto es referido como Centro Cívico.
Punta Icotea pertenece a la parroquia Ambrosio (siguiendo la línea de la carretera H, calle Miranda y calle El Muelle en la plaza Bolívar) como límite sur.

## Sectores
‘’Punta Icotea’’
El barrio Punta Icotea, tiene casas antiguas, es uno de los sectores más antiguos de Cabimas y fue de hecho un pueblo separado de Ambrosio y la La Rosa hasta el siglo XX, esta zona fue inmortalizada en la gaita "Punta Icotea" interpretada por el conjunto "Gran Coquivacoa" y escrita por Abdenago Borjas Romero (Negüito). Allí se encuentra la casa Museo Margarita - Soto, que exhibe obras de la pintora y partera más famosa de Cabimas.
Dentro de Punta Icotea entre la calle el Rosario y la San José se encuentra la calle “Colonia Inglesa” conocida por sus casas de madera y llamada así por haber sido la residencia de una comunidad de Trinidad y Tobago que vino a Cabimas a principios del siglo XX. Varios habitantes originarios de la Colonia Inglesa se harían muy conocidos como los hermanos O’Brien que formaron el grupo musical Las 4 Monedas, y Henry Stephen cantante de rock.
Sus calles internas además de la colonia inglesa son las calles San José, la calle el lote y el callejón Trinidad.
Sus límites son la Av Andrés Bello por el oeste, la calle El Rosario por el norte, la av Rotaria por el este y la Av Independencia por el sur. 
“Centro Cívico”
El Centro cívico fue inaugurado en 1970 para sustituir el antiguo mercado "Paseo Sorocaima" y ser un nuevo núcleo comercial "moderno", está ubicado en el extremo último de la península, para los estándares actuales es antiguo, pero sigue siendo muy activo por su céntrica ubicación al lado del terminal de pasajeros adonde llegan casi todas las líneas de transporte público de Cabimas y todas las que llegan a Cabimas desde otras ciudades. Al lado esta el Domo Bolivariano, cancha de basquetball y voleyball profesional de Cabimas inaugurado en 1998 para los Juegos Centroamericanos y del Caribe, ha sido sede de eliminatorias de la liga mundial de voleyball y del equipo Delfines de Cabimas de la liga profesional de basquetball de Venezuela . El Mercado de Minoristas construido en 1995 está al lado del Centro Cívico. 
Tiene algunos centros comerciales periféricos como el CC Amal entre la Independencia y la Rotaria, el CC La Fuente y el CC Galerías la Fuente, el CC Aventura y otros nuevos en construcción. Por ser la zona antigua de la ciudad el tráfico es pesado.
Bulevard Costanero
El bulevar ocupa la playa pública de Cabimas frente al lago de Maracaibo entre el centro cívico y la plaza Bolívar, construido en los 80's y adornado con obras de artistas locales, cayó en el abandono, aunque actualmente se ha rescatado parcialmente. Desde allí son visibles los antiguos taladros del lago de Maracaibo (los taladros eran permanentes en los años 50, actualmente se usan equipos de perforación temporal, actualmente esos pozos están inactivos, los taladros hasta 1 km mar adentro han sido conservados como ícono de Cabimas y aparecen en su bandera). Es una sola calle entre el centro cívico y la plaza Bolívar de Cabimas siguiendo la costa oriental del lago de Maracaibo.
“Pasaje Sorocaima”
Es la antigua zona comercial de Cabimas, se encuentra entre el CC La Fuente y la plaza Bolívar y entre la Av Independencia y el bulevar Costanero. Los principales locales comerciales son los que le dan la cara a la avenida de la Independencia, mientras que las calles internas sirven para almacenes a todo el centro de Cabimas.

## Vialidad y Transporte
Las calles son estrechas y con mucho tráfico, la avenida del Bulevar fue habilitada para las líneas de carros para aliviar el tráfico de la av Independencia, usando las calles alrededor de la plaza Bolívar como salida, también se asignó la circulación en un solo sentido en muchas partes. Todas las líneas de carros de Cabimas y las rutas a otros municipios pasan por el centro.
El tránsito de autos particulares no está permitido dentro del terminal.

## Sitios de Referencia
- Casa Museo Margarita Soto. Calle San José con Av Andrés Bello.
- Sindicato de Transporte. Calle El Rosario con Av Andrés Bello.
- Casa de la cultura de Cabimas, Museo Arqueológico de Cabimas, centro histórico de Cabimas y escuela de artes plásticas Pedro Oporto. Calle el Rosario con Av Rotaria al lado de la sede administrativa de la UNERMB.
- CC La Fuente. av Independencia con av Rotaria
- CC AMAL. av Rotaria con av Independencia frente a la Fuente.
- Hielo el Toro. Bulevar Costanero.